# John Betjeman
Sir John Betjeman, CBE (Londres, 28 d'agost de 1906 - Cornualla, 19 de maig de 1984) va ser un poeta i divulgador radiofònic anglès. Va ser Poet Laureate of the United Kingdom des de 1972 fins a la seva mort. Va ser membre fundador de la Victorian Society i defensor apassionat de l'arquitectura victoriana.

## Obres
Poesia:
- Mount Zion (1932)
- Continual Dew (1937)
- Old Lights For New Chancels (1940)
- New Bats in Old Belfries (1945)
- A Few Late Chrysanthemums (1954)
- Poems in the Porch (1954)
- Summoned by Bells (1960)
- High and Low (1966)
- A Nip in the Air (1974)